# Thomas A. Dorsey
Thomas Andrew Dorsey (Villa Rica, 1º luglio 1899 – Chicago, 23 gennaio 1993) è stato un pianista e compositore statunitense.

## Carriera
Conosciuto come uno dei "padri" della musica gospel nera, all'inizio della sua carriera fu attivo nel genere blues con lo pseudonimo Georgia Tom. La sua concezione di gospel si discostò da quella di norma nel periodo, che faceva riferimento esplicito agli inni sacri e a Dio, spostandosi verso l'individuo, alla sua fede. Nato in Georgia, è stato il direttore musicale della Pilgrim Baptist Church di Chicago dal 1932 fino agli anni '70. La sua composizione più conosciuta è Take My Hand, Precious Lord, interpretata nel 1956 da Mahalia Jackson. Un altro suo brano, Peace in Valley, è stato portato al successo da Red Foley. È morto a Chicago all'età di 93 anni.